# گریه (ترانه اشنیکو)
«گریه» (به انگلیسی: Cry) ترانه‌ای از خواننده-ترانه‌پرداز و رپر آمریکایی اشنیکو به‌همراهٔ موسیقی‌دان کانادایی گرایمز می‌باشد که در ۱۷ ژوئن سال ۲۰۲۰ از سوی پارلفون رکوردز به‌عنوان تک‌آهنگ اصلی نخستین میکس‌تیپ اشنیکو تحت عنوان دمیدویل منتشر گردید.